# Тургенева-Поццо, Наталья Алексеевна
Наталья Алексеевна Тургенева, в замужестве Поццо (12 августа 1888, Московская губерния — 14 августа 1942, Париж) — русская ваятельница, деятельница антропософского движения. Внучка Николая Бакунина.

## Биография
Родилась 12 августа 1888 году в Московской губернии в семье тульского помещика Алексея Николаевича Тургенева и его жены Софьи Николаевны Бакуниной. Её отец посещал в Спасском-Лутовинове своего дядю Ивана Тургенева. Сестры — Татьяна (1896—1966) и Анна (жена Андрея Белого), брат Михаил (1901—1939).
Юность Анна провела в Москве, где получила начальное художественное образование. После развода родителей и нового брака матери жила с сестрами у своей тетки — камерной певицы Марии Олениной-д’Альгейм.
Вышла замуж за адвоката и философа Александра Поццо (1882—1941), близкого к кругу московских символистов.
В 1911 году у супругов родилась дочь, Мария Александровна Поццо.
В 1913 году с мужем уехала за границу и поселилась в швейцарском городе Дорнах; в Россию Наталья больше не вернулась. В Дорнахе также жила с мужем её сестра Анна. Познакомившись с Рудольфом Штейнером и восприняв его идеи, Наталья вместе с мужем стали членами русского антропософского движения, принимали участие в строительстве Гётеанума.
С конца 1920-х и до конца жизни Наталья Алексеевна жила в Париже. Входила в Русский антропософский кружок, в котором в 1929—1938 годах выступала с докладами. Участвовала в семинарах Научно-философского объединения и читала лекции в Социально-философском объединении. Публиковала материалы в журналах «Путь» (1830) и «Утверждения» (1932). Полемизировала с Николаем Бердяевым, выступавшим против антропософии. На протяжении ряда лет преподавала эвритмию и некоторое время руководила эвритмической школой в Берлине. Занималась художественным творчеством, но без особого успеха. В 1941 году представила свои скульптуры в салоне Независимых.